# Косплей
Косплей (на японски: コスプレ; на английски: cosplay, портманто от costume play) е представление, в което участниците (косплейъри) носят костюми и модни аксесоари така, че да представят определен персонаж. Косплейърите често създават субкултури, като в по-широк смисъл терминът „косплей“ се използва за всяка костюмирана ролева игра. Всяко създание, което подлежи на драматична интерпретация, може да се приеме за субект. Най-често, източници на косплей се явяват: аниме, комикси, манга, телевизионни предавания и видеоигри.
Бързият растеж на броя хора, участващи в косплей като хоби след 1990-те години, е превърнал явлението в значителна част от популярната култура в Япония и други части на Азия и в Западния свят. Косплейът е често срещано явление на фен сбирки, като съществуват и специални конвенции и местни и международни състезания за косплей.
Трудността на създаване на персонаж може да варира значително – от прости тематични дрехи до костюми с висока степен на детайлност или сложно техническо изпълнение на елементи.
Терминът „косплей“ е въведен през 1984 г. в Япония.